# Primer llibre de les Cròniques
El Primer llibre de les Cròniques (en hebreu, דִּבְרֵי הַיָּמִים א, "Divrei Hayamim Álef", «Els annals dels dies») és un llibre de l'Antic Testament que narra la vida dels regnes d'Israel. Forma un tot unitari amb el Segon llibre de les Cròniques, la divisió es deu només a l'extensió del text. La crònica, d'autor desconegut però escrita probablement al segle iv aC o principis del III aC, se centra en l'ascens al poder de David i el seu regnat però amb un accent religiós absent d'altres llibres com el Primer llibre dels Reis. L'objectiu central del llibre és mostrar la unitat del judaisme i exhortar a la veneració de Déu.
La Septuaginta i la Vulgata l'anomenen Παραλειπομένων ('Paraleipomenon', «allò que ha estat omès») perquè incorpora fets marginals i textos complementaris.

## Contingut
- 1. Genealogies. I, 1 - IX, 44.
- 2. La mort de Saül. X, 1 - XIV
- 3. El regne de David. XI, 1 - XXII, 1
- 4. El Temple i els levites. XXII, 2 - XXVII, 34
- 5. Els últims anys del rei David. XXVIII, 1 - XXIX, 30.